# Дятьковський район
Дя́тьковський райо́н — адміністративна одиниця на півночі Брянської області Росії.
Адміністративний центр — Дятьково.

## Географія
Розташований на півночі області. Площа району — 1420 км². Основна річка — Болва.

## Історія
5 липня 1944 року Указом Президії Верховної Ради СРСР була створена Брянська область, у складу якої поміж інших, був включений и Дятьковський район. У 1963 році—район був скасований, а у 1965 — відновлений.

## Демографія
Населення району становить 62,6 тис. осіб, у тому числі у міських поселеннях живе приблизно 53,7 тис. З решти 9 тис., приблизно 7 тис. проживає у трьох найбільших населених сільських пунктах (Слободище, Берєзино, Дружба), переважно у багатоквартирних будинках з міськими зручностями.
Найбільші населені пункти:
- Дятьково — 32,4 тис. осіб,
- Івот — 6,4тис. осіб,
- Любохна — 5,5 тис. осіб,
- Старь — 5 тис. осіб,
- Битош — 4,4 тис. осіб.

Усього нараховується 36 населених пунктів.
У деяких джерелах до Дятьковського району досі приписують місто Фокіно, яке за муніципальною реформою 2006 року має статус самостійного міського огругу, тобто не входить до району.

## Адміністративний поділ
З 2005 року, після муніципальної реформи, у районі міститься 5 міських і 5 сільських поселень:
Міські поселення
1. Битошське міське поселення
2. Дятковське міське поселення
3. Івотське міське поселення
4. Любохонське міське поселення
5. Старьське міське поселення

Сільські поселення
1. Березинське сільське поселення(інші мови)
2. Великожуківське сільське поселення
3. Верховське сільське поселення
4. Нємєрицьке сільське поселення
5. Слободищєнське сільське поселення

## Економіка
Дятьковський район входить до складу промислових районів. За обсягом продукції, що випускає район займає друге місце в області. Промисловість району — переважно скляна і деревообробна, а також розвинене виробництво будматеріалів. У районі є 9 великих підприємств. Має місце позитивна динаміка промислового виробництва; так, за 2007 рік обсяг відвантаженої продукції становив 5 229 500 000 рублів.

## Транспорт
Через район пролягають автодорога Р68 Брянськ—Дятьково—Людиново—Кіров—траса А101 і залізнична лінія Брянськ—Вязьма, завдяки чому всі міські поселення району мають пряме сполучення з обласним центром. У місті Дятьково розвинений міський автобусний транспорт; існує регулярне автобусне сполучення з Москвою.